# ケメコデラックス!
『ケメコデラックス!』は、いわさきまさかずによる日本の漫画作品。
2005年12月号より『月刊電撃コミックガオ!』（メディアワークス）にて連載していたが、『月刊電撃コミックガオ!』の休刊に伴い、『月刊コミック電撃大王』に移籍して、2011年8月号まで連載された。また、2008年10月から12月までテレビアニメが放送された。

## ストーリー
小林三平太は、10年前に結婚を約束した少女のことを思い出していた。ある朝、目が覚めると、目の前にケメコと名乗るウェディングドレス姿の謎の少女が現れた。彼女は突然、「私がお前のヨメだ」と宣言し結婚を迫る。突然の出来事に困惑しとりあえず学校へと逃げた三平太だったが、その日の午後、再びロボットの襲撃を受ける。
すんでのところで再びケメコが現れてロボットを撃退、その後ケメコのなかから三平太の初恋の少女によく似た姿をしたパイロットの少女エムエムが意識を失った状態で排出される。この日からエムエムはなかば強引に三平太の部屋に居つき、またケメコの姿で彼の学校に教師として赴任してくる。
同時に地元の大企業であるミシマ電機からの刺客が三平太を狙うようになる。ミシマ電機の目的は、彼の体内に埋め込まれた無限のエネルギーを秘めたナノボールの奪取と、ナノボールの開発者である三志摩宗一郎の娘であるエムエムの抹殺だった。

## 登場人物
声は後述のアニメ版の物。

### 主人公一家とその近辺
ケメコ
声 - 斎藤千和
突如、三平太の前に現れて、彼の「ヨメ」になると宣言した謎の人型ロボット。2頭身なコミカルな容姿をしている。中の人（パイロット）はエムエムだが、ケメコに乗ると人格が変わって強気かつ奔放な性格となる。
機能的にはパワードスーツに近いが、サイズ・形状的に人が入るには無理があり、エムエムがどんな状態で中に入っているのかは謎。口の部分が開いてエムエムが顔を覗かせたり、出入りを行なう。見かけによらず戦闘能力は高く、素手での格闘術に加えてガトリング砲や巨大カッターなどの武器を駆使する。デフォルトの形態は緑の髪に赤いボディスーツだが、色々なコスチューム・装備を着用して容姿を色々替えられる。おはぎが得意料理。元々ヴァニラが乗るキリコの試作機であり、ミシマ電機の製品である事を示すマークが付いている。使用するのには多大な力を使うらしく、超常の力を持つ早川ですら5分しか持たない。
対外的にはアケボノ高校の教育実習生として着任し、保健医から恋愛カウンセラーを経て、現在は校長代行と謎の出世を遂げている。やたら授業を潰して怪しいイベントを催したり、「敵」の襲撃に備えて勝手に校内を改造してあちこちに武器を収納している。
エムエム
声 - 戸松遥
ケメコの中の人である謎の美少女。ピンクの髪をしている。宇宙服としての機能も持つ白のボディスーツを着ており、5巻では新たなスーツに代わった。口調や態度はケメコ時と同じく強気に見えるが、素は恥ずかしがりやの性格で臆病な所もある。「ケメコに乗らないと私は何も出来ない」と語り、三平太からはケメコの中に引きこもってることからケメこもりと呼ばれている。三平太とリョーコ、ユキナなど裏事情に関わる人間を除いた普通の人々はエムエムの存在を知らず、ケメコが人間であると思い込んでいる。小林家の屋根には彼女の小型宇宙船が突き刺さっている。バニラアイスが好物。
ヴァニラ曰く、本名「三志摩命（みしま めい）」。ミシマ電機の創設者で初代社長の三志摩宗一郎の娘。詳細は不明だが父を殺して究極の発明ナノボールを奪い取ったとされており、エムエム本人も否定はしていない。だが、その話を聞いて尚も自分を信じてくれた三平太に対して惹かれていった。三平太の初恋の少女に似ているがエムエム本人は否定し続けていたが、実は真命が起こした事件により昔の記憶が欠損していた事が判明する。正体は宗一郎が作った人造生命体。
初恋の少女

10年前、三平太と共に遊んだ本名不明のワンピースの少女で、三平太にとっての初恋の少女。エムエムに似ているが、エムエム本人は別人だと語っていた。三平太との別れの際、「引越しをする」と言い残して、10年後に再会を約束する。その際、謎の物体を三平太に食べさせた。
イズミとも友人だったらしく、イズミからは「ミッちゃん」という愛称で呼ばれていた。出会った際にSFチックな服装から瞬時にワンピースに着替えるといった特殊能力も見せる。
小林三平太（こばやし さんぺいた）
声 - 喜多村英梨
本作の主人公。10年前に別れた初恋の少女を想っている少年。アケボノ高校に通う16歳。トラブルは極力避けていきたい平凡主義者だがケメコ＝エムエムと出会い、彼の平凡な日常は脆くも崩れ去る。好きなことはごろ寝。
ミシマ電機が発明した究極の発明「ナノボール」を体に取り込んでおり、危機の際には圧倒的な力を発揮する事もある。
玉置浩二のファンらしくユキナにCDを薦めていた。
小林タマ子（こばやし タマこ）
声 - 後藤麻衣
三平太の妹。12歳。兄や母に似ずしっかりした性格で、働いている母に代わり家事全般をこなす。自分が小林家を支えるという使命感が強く、一方で家で唯一頼れる存在であるケメコの事を「お姉さま」と呼び慕っている。ケメコの影響で以前以上にハイテンションな性格になっており、フライパンを凶器として使用する。兄に対しては、ぞんざいな態度をとっているが、基本は礼儀正しく、年上の幼馴染ともいえるイズミに対しても"さん"付けしている。
小林ふみ子（こばやし ふみこ）
声 - 川澄綾子
三平太の母。眼鏡っ子。職業は漫画家。左利き。ノリがよく、おおざっぱでマイペースなナイスボディの女性。遅筆なのか締め切りをロクに守らず、担当の葵ちゃんの生活を侵食している。32歳を超えているのに、18歳と称してミスコンに出場するなど、とにかく仕事をしない。母親らしく鈍感な息子を気遣い、色々周囲に世話を焼くおせっかいな面もある。ケメコについては有能な漫画アシスタントでもある事もあって好意的。
単行本では番外編として彼女の高校時代が書かれており、当時から腐女子だった。また元は右利きだったが、交通事故で右手を骨折したため、左手描きをマスターしたらしい。
葵ちゃん（あおいちゃん）
声 - 千葉紗子
ふみ子の担当編集者。25歳。締め切りを守らないふみ子に仕事をしろとせかすのがお約束。作品開始当時は彼氏がいたのだが、ふみ子に振り回される日々のうちに別れている。ふみ子にはいい印象は抱いていないが、彼女の子供たちに対しては愛想よく接しており、特に娘のタマ子は可愛がっている。

### 同級生など学友関係
牧原イズミ（まきはら イズミ）
声 - 高橋美佳子
三平太の幼馴染。Fカップ。三平太の事を想っており、たまにケメコと熾烈な争いを繰り広げる事がある。ケメコからは「イズちゃん」という愛称で呼ばれる。運動神経抜群でスポーツ万能。毎朝10キロ走っているらしい。しかし入学当時、三平太が部活に入らなかったため、一緒に帰れなくなるからと、部活に入らないで現在も帰宅部である。そのため、各運動部に虎視眈々と狙われている。武藤敬司の大ファン。16歳。A型。身長167センチ。4月9日生まれ。
黒崎リョーコ（くろさき リョーコ）
声 - 白石涼子
三平太やミシマ電機を監視する捜査官。正確な肩書きは「連合公安88課隊員」コードネーム「ブラックガール」。ミシマ電気のレイジは兄であり、同時に彼女の慕っていた十文字先輩のかたきである。三平太のクラスメイトでもあり、入学時から籍はあったものの、これまで登校しておらず、「伝説のクラスメイト」と呼ばれていた。ケメコ出現後は三平太監視のために登校しているが、授業は殆どサボっており、三平太をパシリとして扱う。愛刀「正宗」を駆る剣術使いで、ケメコと互角に渡り合う。一見クールだが実は人情家で、ついついケメコたちの手助けをしてしまう。ネコ派。
家事はまったくでダメなようで、部屋は汚く、食事は専らコンビニ弁当やレトルト食品。スイーツ好きの大食漢。炭酸飲料は苦手。十文字先輩の形見らしい長いマフラーを離さない。カナヅチ。
十文字（じゅうもんじ）
声 - ???（EDテロップの表記）
リョーコに付き従う黒猫。額に×印があり、特殊能力を持つ。首輪は監視カメラなどの機能を持ち、リョーコの監視活動をサポートしている。
早川美咲（はやかわ みさき）
声 - 釘宮理恵
三平太のクラスメイトでイズミの親友。電波少女。体型は小学生並だが、大手建設会社「早川建設」の3代目で、ピンク色のリムジンを駆って家業の会議や商談などをこなしている才女。普段は無表情無感情だが、他人の修羅場に遭遇すると激しく興奮する。ケメコ出現以来の三平太周辺の騒動を面白がっており、イズミを煽ったりする事もある。また、とても仲間思いであり、三平太たちとの友情関係をいつまでもつづけたいと願っている。謎の能力を持っており、能力発動時などは普段と違い、「眼」が変わる。その正体は平安時代に鬼と人間の間に生まれたと言われる不思議な力を宿す一族の末裔。15歳。AB型。
南野リョータ（みなみの リョータ）
声 - 水沢史絵
三平太たちのクラスメイト。リョーコに惚れている。カメラ小僧。女の子好きで、女について日々勉強かつ妄想しているらしい。また、女に疎い三平太を目覚めさせようと奮闘している。15歳。O型。
神代ユキナ（かみしろ ユキナ）
声 - 野中藍
2学期に転校してきた謎の美少女。巫女を自称しており、巫女装束を普段着にしている。美咲からは「ユッキー」という愛称で呼ばれる。おっとりとして天然な性格で、小説を愛好しており、劇中で『灼眼のシャナ』『空の境界』『とらドラ!』などのライトノベルを読んでいる。
実はミシマが行っていたナノ・ボール再生計画「DOLLS」の試験体の唯一の生き残りであり、ある人物の命令でにケメコ=エムエム抹殺を図るが失敗、力も失ったため普通の女子高生として生きる事となり、三平太争奪戦に加わることになる。三平太のことは試験体のころから自身の実験目標体として見てきており、その時から会いたいと願っていた。
千葉先生
声 - 千葉紗子
三平太たち1-Bのクラスの担任の女性教諭。かなりいーかげんな性格で、ケメコの格言に毎回聞き惚れている。ケメコが結成した「ラブ・ケメコバンド」にも参加している。ケメコの提案した「アケボノ高校新☆制服コレクション」では司会をつとめた。
花山田（はなやまだ）
声 - UNKNOWN / NOT FOUND / 名称未設定 / UMA（EDテロップの表記）
ケメコの出現とほぼ同時に転校してきた男子生徒。作中に度々モブキャラのように登場するキャラクター。単行本にて前巻でどこにいたかを明かされる様は、さながら『ウォーリーをさがせ!』である。
五条々ユカリ（ごじょうじょう ユカリ）
アケボノ高校女子陸上部キャプテン。同時に校内の運動部を総括する影の組織「アケボノ運動連」のリーダーであり、体育祭でイズミに運動部入部を掛けた勝負を挑んだ。その後も虎視眈々とイズミを運動部に入部させるよう画策している。イズミにはよく四条々などと名前を間違えられる。ちなみに○条々家と言うのは零～九の十家まであるらしく、本家零条々家には誰も逆らえないらしい。
七条々エリカ（しちじょうじょう エリカ）
アケボノ高校女子ソフトボール部代表。五条々のいとこであり、アキラの姉。清楚なお姉さまという感じだが、怒るとアキラですら恐怖する。礼儀正しい性格で、イズミをかけた野球対決の後、アキラを三平太のところへ謝りに行かせた。
七条々アキラ（しちじょうじょう アキラ）
エリカの妹で、元アケボノ高校ソフトボール部。現役時代はその相手ごと破壊する豪速球から「血ぬられたエース」と呼ばれていたが、当時フラれた同級生の男子をボッコボコにする暴力事件を起こしたため、強制退部させられた。イズミをかけた野球対決の際、ナノ・ボールの力により自分の球を打った三平太に惚れたらしい。現在高校2年生。「アケボノ高校新☆制服コレクション」ではソフトボール部復帰の条件の下、ハルヒのコスプレをさせられそれを見た三平太に「かわいい」と言われ、顔を真っ赤にしている。
一ノ松春男（いちのまつ はるお）
アケボノ高校の体育教師。チョイ役だが、何故か単行本4巻で1ページ使ってプロフィール紹介されている。33歳独身でフィギュア造りが趣味のマッチョ男。戦う女性が好みで女教師スタイルのケメコに惚れており、「ラブ・ケメコバンド」ではドラムスを務めた。
田中（たなか）
アケボノ高校の男性教師。童顔。「ラブ・ケメコバンド」でキーボードを担当。ガンダム等のプラモにはまっているらしい。女子生徒の間ではイケメンということで人気らしい。
小平平ノ助（こだいら へいのすけ）
アケボノ高校の校長。趣味は鉄道模型の妻子持ち、犬派。ケメコを校長代行に任命し、彼女の好き勝手にしちゃってくださいと言った。現在は学校のお掃除係をしているらしい。
林美里（はやし みさと）、高安遥（たかやす はるか）
声 - 伊藤かな恵（林）、佐藤聡美（高安）
三平太たちのクラスメイトのうち、アニメ版で役名の判明している女子生徒。
水原ジュン（みずはら ジュン）
タマ子のクラスメイト。男性口調でしゃべる日焼けのつよい女の子。
モッチー
タマ子のクラスメイト。本名不明。アケボノ高校文化祭でエムエムの手を引いて走る三平太から憧れの騎士の姿を感じ取ったらしく、彼のことを「お兄さま」と呼んで慕っている。

### ミシマ関係者
ヴァニラ・M（メイク）・リペアーズ
声 - 遠藤綾
ミシマ電機の専務。年齢不明の美女。スリーサイズは上から「87・58・89」。ケメコと同型ロボットのキリコを駆る。ミシマ「6大開発部」の部長たちを従えて、三平太のナノボール奪取とケメコ=エムエム抹殺を目論む。
キリコ
声 - 三石琴乃
ヴァニラが搭乗するロボット。ケメコと同様の外見と機能を持つ。能力のリミッターになっている右目の眼帯と和服が基本の格好で、扇子を武器とする。
黒崎レイジ（くろさき レイジ）
ミシマ電気第1開発部部長。リョーコの兄であり、彼女の慕っていた十文字先輩のかたき。元ナノ・ボール再生計画「DOLLS」の担当者であり、ユキナとも面識がある。自身の体を機械改造しており、自由に姿を変えられる。普段はアケボノ高校国語担当の影山先生として学校に潜入し、三平太（ナノ・ボール）の調査を行っている。生命に対して無頓着で、ミシマに協力しているのもナノ・ボールが起こす人類の無限の可能性を見たいからである。戦闘力は高く、リョーコが手も足も出せないほどである。
ラミア・J（ジャー）・ハインリッヒ・山田Ⅱ世
ミシマ電気第2開発部部長。縦ロールの女性。電気炊飯器型ロボットを駆使して、何度も三平太の捕獲とケメコの抹殺に挑むが、その度にケメコに撃退させられている。
カイト・B（ブライアン）・サウンズ
声 - 庄司宇芽香
ミシマ電機第3開発部部長。中性的な容姿を持つ男性。エムエムに対して思慕があるらしく、三平太に実力行使をしようとしてヴァニラに制止された。音響機器型のロボットを駆る。実力は高いようで、能力の限界であったとはいえユキナを二度追いつめている。
マリア・N（ネット）・アドホック
ミシマ電気第4開発部部長。人の記憶等に影響を与える電波破壊電波領域などの電波攻撃を行う「功殻電脳携帯-44MI」を使った遠距離・電子戦を行得意とする。ラーメンの汁だけが好き・攻撃を快感と感じる等少々変人なところがあり、現在、施設にて療養中。
リコ・A（アット）・アンドロイズ
声 - 花澤香菜
ミシマ電機第5開発部部長。10歳にしてIQ400のロボット工学者。オーソドックスな人型フォルムながら、電球やコンセントプラグなどの電気部品の付いたロボットを得意とする。刺客としてリョーコに挑むが、敗れて保護される。リョーコの家にあるガラクタから調理用ロボットを作るほどの天才。実はとある国の大統領夫妻の息子であるが、その頭脳故に疎まれていたらしく、家に戻るのを嫌がっていた。リョーコに保護されていた際は、女装をさせられ、「パシリ2号」として飼われていた。正式名は「リコ・アンダーワーズ」。
アリス・C（クラスタ）・エアリアス
ミシマ電気第6開発部部長。ウサギミミメイドの姿をした女性。ケメコに盗まれたロケットとスーツを取り戻すため、ミシマ電気に無断でアケボノ高校に強襲、イズミをさらいケメコをおびき出し戦う。事情をケメコから聞くと待機命令から戦闘を辞め、ケメコに「次会った時は全力で消去する。」と言い残し去った。
李紅燕（リ コウエン）
ミシマ電機に雇われた女武闘家。ミシマとの技術提携を断った早川家に対して、同社のロボットと共に強襲し、提携契約を迫るが、ミウラに撃退される。
三志摩宗一郎（みしま そういちろう）
声 - 佐藤政道
ミシマ電機の創設者にして、初代社長。究極の発明ナノボールを開発していたが、10年前娘の命に殺害され、奪われたとされている。実際は真命の起こした破壊行為に巻き込まれて命を落としていた。
三志摩真命（みしま まい）
宗一郎の娘で命の双子の妹。10年前に姉より先に自身ら姉妹が人造生命体であることと余命があと10年しかないことを知り、周囲の世界を破壊しようと試み、その際宗一郎を死亡させてしまう。その後ミシマ電機代表取締役となる。実質的に本作のラスボス。

### 早川家関係者
美宇羅（ミウラ）
声 - 能登麻美子
美咲の姉で、21歳のバツイチ。趣味でネコミミメイドの姿をしており、何故か高い戦闘力を誇る。
一族を継ぐ才能に恵まれなかった事から、オタクの男性と駆け落ちして早川の家を出、出戻り後は別荘地のひとつで環境を荒らす侵入者を監視する「ザ・冥土☆ホール」の管理人を務めていた。夏休みに旅行で訪れた三平太とエムエムを侵入者と間違えて襲うが、三平太のナノボールの力に敗れる。その後はケメコに雇われ、アケボノ高校の事務員を務める一方で、美咲を陰から見守っている。自分を負かした三平太を「ご主人様（マイ・マスター）」と呼んでいる。
小政（こまさ）
美咲のリムジンの運転手。美咲に惚れており、仕事中はテンションが高い。
大政（おおまさ）
美咲の補佐を務める男性。
石松（いしまつ）
美咲の護衛を務める隻眼の女性剣士。ミウラとはかつて学友だったらしい。
ポール・パトリック
美宇羅の後任として「ザ・冥土☆ホール」の管理人となった43歳の元アメリカ陸軍兵で凄腕の傭兵。左頬に十字傷があり、戦場では「バンパイアソルジャー」「ロンリーウルフ」「キューティーボンバー」という異名で呼ばれていた。ホールの名前に沿ってアサルトライフルを片手にカチューシャ、タンクトップ、スカートという格好で警備している。美咲いわく適任らしい。

### その他
隊長
リョーコの所属する連合公安局88課の隊長を務める妙齢の女性。本名不詳。リョーコをいじって楽しむ事が多い。
十文字先輩
リョーコが幼かった頃、彼女が慕っていた人物。詳細は不明だが、レイジに殺された模様。リョーコのマフラーは彼の形見である。
店主
声 - 立木文彦
ケメコが大盛激辛ラーメン完食に挑んだ「あけぼのラーメン」の店主。
中村（なかむら）ちゃん
声 - 平野綾
「あけぼのラーメン」の看板娘。

## 作中の用語など
ミシマ電機
暮らしに関係した製品を手がける会社。三志摩宗一郎により創立。地球を巻き込む力を持つと言うナノ・ボールを発見し、それにより公安にマークされている。あけぼの町に本社ビルがあり、壁面は巨大なTVモニターになっていて、自社ロゴなどが映し出されている。
連合公安局
平和維持活動を行なっている組織。
あけぼの町
作中の主な舞台となる街。三平太たちの家、アケボノ高等学校、ミシマ電機本社などが存在する。
プリップリン体操
作中の女性に何故か流行している、ケメコの得意な不思議な踊り。進化してプリップリンビクスとして、あけぼの町3大フィットネスの一つと言われている。作中度々登場し、アニメのEDにもなっており、決め台詞の「マーベラス」は作者の公式サイト名でもある。
ナノボール
三志摩宗一郎により発見された謎の存在。無生物を生物化させるその力は、地球の運命を左右するとも言われている。現在は三平太の体内にある模様。

## 単行本
1. 2006年6月27日発売、ISBN 978-4-8402-3502-0
2. 2007年1月27日発売、ISBN 978-4-8402-3749-9
3. 2007年8月27日発売、ISBN 978-4-8402-4008-6
4. 2008年4月26日発売、ISBN 978-4-0486-7046-3
5. 2008年10月25日発売、ISBN 978-4-0486-7388-4
6. 2009年6月27日発売、ISBN 978-4-0486-7865-0
7. 2010年2月26日発売、ISBN 978-4-0486-8427-9
8. 2010年9月27日発売、ISBN 978-4-04-868915-1
9. 2011年8月27日発売、ISBN 978-4-04-870827-2

## テレビアニメ
2008年10月から12月まで、UHFアニメの形態で放送、全12話。製作委員会と放送局は、同年9月まで放送されていた『乃木坂春香の秘密』をほぼ踏襲している。

### スタッフ
当初、オープニング映像の監督を山本寛が担当する予定だったが、諸事情により自ら降板した。ただし、番組のスタッフとして制作には参与している。
- 原作 - いわさきまさかず
- 監督 - 水島努
- シリーズ構成 - 成田良美
- キャラクターデザイン・総作画監督 - 杉本功
- 衣装デザイン - 吉川美貴
- 美術監督 - 吉川洋史
- 色彩設計 - 坂本いづみ
- 撮影監督 - 田沢二郎
- 3D・CGI - ソエジマヤスフミ
- 編集 - 西山茂
- 音響監督 - 岩浪美和
- 音楽 - 高木隆次
- 音楽プロデューサー - 川瀬朗
- プロデューサー - 中山信宏、山本良、斎藤朋之、打越領一、武智恒雄、池田慎一
- 制作プロデューサー - 漆山淳
- プロデュース - 川瀬浩平、梅澤淳、里見哲朗
- アニメーション制作 - ハルフィルムメーカー
- 製作 - 『ケメコデラックス!』製作委員会（ジェネオンエンタテインメント、アスキー・メディアワークス、読売テレビ、ACクリエイト、クロックワークス、読売広告社）

### 主題歌
オープニングテーマ「ケメコデラックス!」
作詞 - 水島努 / 作・編曲 - 高木隆次 / 歌 - ケメコとデラックス（斎藤千和×戸松遥×高橋美佳子×釘宮理恵×白石涼子×川澄綾子×後藤麻衣）
エンディングテーマ「プリップリン体操」
作詞 - 水島努 / 作・編曲 - 高木隆次 / 歌 - ケメコ（斎藤千和）
挿入歌「ケメ子の歌：ザ・ダーツ盤」（第5話）
作詞・作曲 - 馬場祥弘 / 採譜・補作・編曲 - 浜口庫之助 / 歌 - ケメコ（斎藤千和）

### 各話リスト
| 話数     | サブタイトル           | 脚本     | 絵コンテ       | 演出           | 作画監督   |
| -------- | ---------------------- | -------- | -------------- | -------------- | ---------- |
| 第一話   | 鋼鉄の花嫁             | 水島努   | 水島努         | 水島努         | 杉本功     |
| 第二話   | 小林家の人々           | 山本寛   | 山本寛         | 山本寛         | 松尾祐輔   |
| 第三話   | ケメコ登校!?           | 成田良美 | 影山楙倫       | 神原敏昭       | 相坂ナオキ |
| 第四話   | 彼女が水着に着替えたら | 広田光毅 | 大脊戸聡       | 大脊戸聡       | 羽生貴之   |
| 第五話   | 戦士の休息             | 成田良美 | 室谷靖         | 鎌仲史陽       | 相澤澄江   |
| 第六話   | ミシマの女             | 成田良美 | 影山楙倫       | 浅野勝也       | 阿部智之   |
| 第七話   | ピンチのイズミちゃん!  | 山本寛   | 吉岡忍         | 水島努         | 相澤澄江   |
| 第八話   | ブラック☆ガール        | 広田光毅 | 大脊戸聡       | 大脊戸聡       | 羽生貴之   |
| 第九話   | ばとるろわいやる?      | 水島努   | 浅野勝也       | 浅野勝也       | 浅野勝也   |
| 第十話   | 花火                   | 広田光毅 | ヤマトナオミチ | ヤマトナオミチ | 阿部智之   |
| 第十一話 | ミシマ                 | 成田良美 | 名取孝浩       | 浅野勝也       | 浅野勝也   |
| 第十二話 | キリコVSケメコ         | 成田良美 | 水島努         | 水島努         | 杉本功     |

### 放送局
前述の通り、全て『乃木坂春香の秘密』から引き続いて放送している。
| 放送地域   | 放送局           | 放送系列       | 放送期間                  | 放送日時                                 | 備考                                |
| ---------- | ---------------- | -------------- | ------------------------- | ---------------------------------------- | ----------------------------------- |
| 神奈川県   | tvk              | 独立UHF局      | 2008年10月4日 - 12月20日  | 土曜 26時00分 - 26時30分                 | 2日先行                             |
| 千葉県     | チバテレビ       | 独立UHF局      | 2008年10月6日 - 12月22日  | 月曜 25時40分 - 26時10分                 | 同日ネット                          |
| 近畿広域圏 | 読売テレビ (ytv) | 日本テレビ系列 | 2008年10月6日 - 12月22日  | 月曜 26時24分 - 26時54分                 | 製作委員会参加 『MONDAY PARK』第2部 |
| 埼玉県     | テレ玉           | 独立UHF局      | 2008年10月7日 - 12月23日  | 火曜 26時00分 - 26時30分                 | 1日遅れ                             |
| 中京広域圏 | 中京テレビ       | 日本テレビ系列 | 2008年10月8日 - 12月24日  | 水曜 27時14分 - 27時44分                 | 2日遅れ                             |
| 日本全域   | AT-X             | CSチャンネル   | 2008年10月14日 - 12月30日 | 火曜 9時30分 - 10時00分 （リピートあり） | 8日遅れ                             |

| ytv MONDAY PARK 第2部 | ytv MONDAY PARK 第2部 | ytv MONDAY PARK 第2部 |
| 前番組                | 番組名                | 次番組                |
| --------------------- | --------------------- | --------------------- |
| 乃木坂春香の秘密      | ケメコデラックス!     | （放送枠消滅）        |

## ラジオ
『キタエリのケメコマニアックス!』は、『ケメコデラックス!』の宣伝ラジオ番組（アニラジ）。「キタエリ公開調教番組」を標榜している。

### パーソナリティ
- 喜多村英梨 - メインパーソナリティ。小林三平太役。
- 川瀬浩平 - アシスタント、番組プロデューサー。ジェネオンエンタテインメント制作本部第2制作部所属。

### 放送局・配信サイト
- 地上デジタル音声放送実用化試験局の超!A&G+（東京地区9302チャンネル、公式サイトでもストリーミング配信）
  - 本放送： 毎週水曜日 23時30分 - 24時30分
  - 再放送： 毎週木曜日 13時30分 - 14時30分
- 「ケメコデラックス!」公式サイト（実際は『UNIQue the RADIO』公式サイト内の『超!A&G』のページでオンデマンド配信）
  - 超!A&G+の本放送翌日より1週間配信

### コーナー
- ふつおた
- ケメコ的緊急回避!!
- ケメネットみしま
- 三平太心の声
- 脱ケメこもり大作戦!
- 花山田の秘密

### 放送/ゲスト
| 回数   | 超!A&G+ 放送日 | 公式サイト配信期間            | ゲスト | 備考     |
| ------ | -------------- | ----------------------------- | --- | -------- |
| 第1回  | 2008年10月8日  | 2008年10月9日 - 10月15日      | N's（能登麻美子、後藤麻衣、清水香里、植田佳奈、佐藤利奈） 姫宮みらんとチョコレートロッカーズ（生天目仁美）                                       | [ 注 3 ] |
| 第2回  | 2008年10月15日 | 2008年10月16日 - 10月22日     | 高橋美佳子（牧原イズミ役） |          |
| 第3回  | 2008年10月22日 | 2008年10月23日 - 10月29日     | 戸松遥（エムエム役） |          |
| 第4回  | 2008年10月29日 | 2008年10月30日 - 11月5日      | スタジオゲスト：なし 斎藤千和（ケメコ役）、戸松遥（エムエム役）、白石涼子（黒崎リョーコ役）、 高橋美佳子（牧原イズミ役）、釘宮理恵（早川美咲役） | [ 注 4 ] |
| 第5回  | 2008年11月5日  | 2008年11月6日 - 11月12日      | 後藤麻衣（小林タマ子役） | [ 注 5 ] |
| 第6回  | 2008年11月12日 | 2008年11月13日 - 11月19日     | 斎藤千和（ケメコ役） |          |
| 第7回  | 2008年11月19日 | 2008年11月20日 - 11月26日     | 白石涼子（黒崎リョーコ役） |          |
| 第8回  | 2008年11月26日 | 2008年11月27日 - 12月3日      | 水島努監督 |          |
| 第9回  | 2008年12月3日  | 2008年12月4日 - 12月10日      | 高橋美佳子（牧原イズミ役） |          |
| 第10回 | 2008年12月10日 | 2008年12月11日 - 12月17日     | 岩浪美和音響監督 |          |
| 第11回 | 2008年12月17日 | 2008年12月18日 - 12月24日     | 釘宮理恵（早川美咲役） |          |
| 第12回 | 2008年12月24日 | 2008年12月25日 - 2009年1月8日 | 斎藤千和（ケメコ役）、戸松遥（エムエム役） |          |
| 第13回 | 2009年1月1日   | 2009年1月8日 - 1月15日        | いわさきまさかず（原作者） | [ 注 6 ] |

| 超!A&G+ 水曜日23:30 - 24:30枠        | 超!A&G+ 水曜日23:30 - 24:30枠                              | 超!A&G+ 水曜日23:30 - 24:30枠                     |
| 前番組                               | 番組名                                                     | 次番組                                            |
| ------------------------------------ | ---------------------------------------------------------- | ------------------------------------------------- |
| 三瓶由布子の超ラジ!Girls（リピート） | キタエリのケメコマニアックス! （2008年10月8日 - 12月31日） | 鷲崎健の超!A&Gミュージック+プレミアム（リピート） |

## ゲーム
2008年10月25日に秋葉原エンタまつりにて開催されたイベントにて、ニンテンドーDS用ゲームソフト『ケメコデラックス!DS〜ヨメとメカと男と女〜』の制作が発表された。5pb.の制作によるアドベンチャーゲームで、2009年2月26日に発売。

### 主題歌（ゲーム）
- OPテーマ『KoIGoRoMo』
  - 歌：榊原ゆい、作詞：葉月みこ、作曲：濱田智之、編曲：幡手康隆
- EDテーマ『Day by Day』
  - 歌：今井麻美、作詞：吉野麻希、作曲：沢村竣、編曲：幡手康隆